# Bothrochilus albertisii
Bothrochilus albertisii är en ormart som beskrevs av Peters och Doria 1878. Bothrochilus albertisii ingår i släktet Bothrochilus och familjen pytonormar. Inga underarter finns listade i Catalogue of Life.
Artepitet i det vetenskapliga namnet hedrar den italienska naturforskaren Luigi Maria d'Albertis.
Arten förekommer på Nya Guinea och på några mindre öar i området som tillhör Australien och Indonesien. Honor lägger ägg.